# Sebastian Buscher

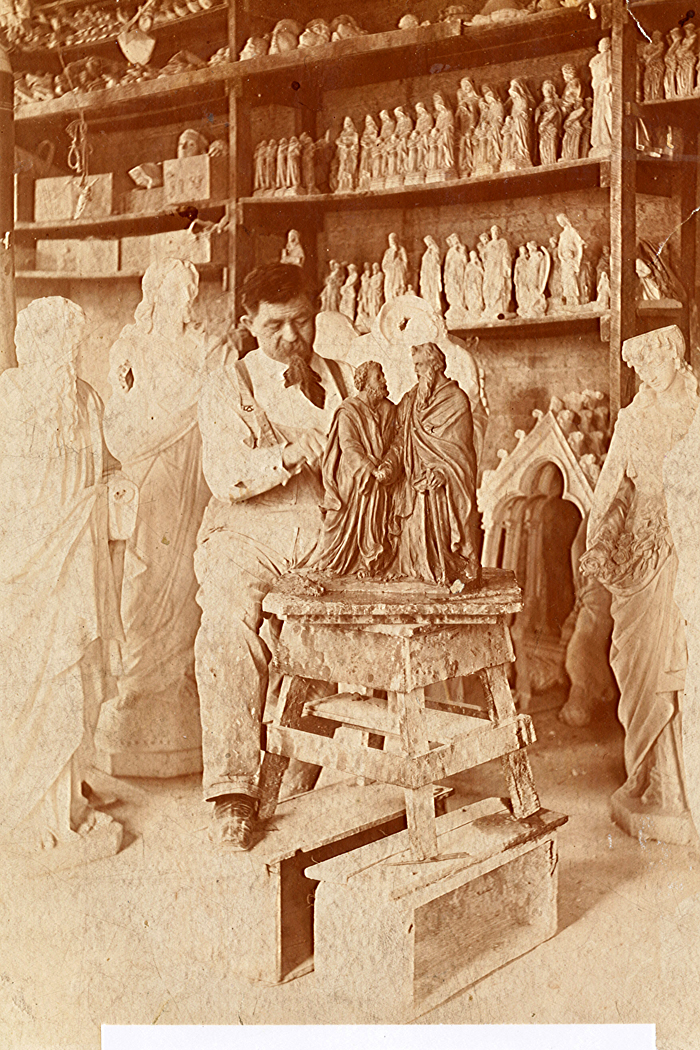
Sebastian Buscher in seiner Werkstatt in Chicago um 1884

Sebastian Buscher (* 17. August 1849 in Gamburg; † 25. Dezember 1926 in Chicago) war ein deutscher Bildhauer und Holzschnitzer, der seit 1879 in Chicago lebte und wirkte.

## Herkunft und Werdegang
Sebastian Buschers Eltern waren Friedrich Buscher (1817–1866) und Dorothea Buscher geb. Häfner (1818–1888). Er hatte fünf Geschwister, von denen die Brüder Clemens und Thomas ebenfalls bekannte Bildhauer waren. Sebastian Buscher erlernte im väterlichen Betrieb, der nach dem frühen Tod des Vaters 1866 von dessen ältestem Sohn Karl Anton Cölestin Buscher (1844–1887) übernommen wurde, den Steinmetzberuf.
Auf Einladung seines Onkels Franz Anton Buscher, der 1844 nach Amerika ausgewandert war, begab sich Sebastian Buscher 1868 nach Chicago. Dort betrieb der Onkel eine Bildhauerwerkstatt und hatte um diese Zeit einen größeren Auftrag zur Innenausstattung der Holy Family Catholic Church, der Kirche zur Heiligen Familie, erhalten, an dem Sebastian mitarbeiten sollte. Im Rahmen dieses Auftrages schuf Sebastian Buscher selbständig das „Letzte Abendmahl“ für den Hauptaltar sowie die Statue der Hl. Maria für den Seitenaltar, bei der es sich um ein Meisterwerk handeln soll. Weitere Schnitzarbeiten für dieses Gotteshaus von Sebastian Buscher sind der Schutzengel am Westtor und der Hl. Michael am Osteingang, außerdem die Schnitzereien der Beichtstühle, des Chorgestühls, des St.-Antonius-Schreins und der Sakristeischränke.
Acht Jahre später kehrte Sebastian Buscher nach Deutschland zurück und immatrikulierte  sich am 11. Januar 1876 zusammen mit seinem sechs Jahre jüngeren Bruder Clemens für das Fach Bildhauerei an der Königlichen Kunstakademie München. Für die Pfarrkirche St. Martin in seiner Heimatgemeinde Gamburg schuf er vermutlich in diesen Jahren die Statue der Hl. Maria, die noch der Stilrichtung der Nazarener zugerechnet wird. Nach dem Studium kehrte er wieder in die USA zurück und übernahm in Chicago die Bildhauerwerkstatt seines 1879 verstorbenen Onkels. 
Einige Jahre später errichtete Sebastian Buscher für sich und seine Familie einen Wohnsitz an der Julius Street, wo auch seine Bildhauerwerkstatt untergebracht war. Erhalten sind aus seiner Werkstatt neben verschiedenen Plastiken auch größere Denkmäler auf den Friedhöfen von Chicago. Nach dem Verkauf der Werkstatt 1897 an die Brüder Schaeffer betätigte er sich weiterhin als Modellgestalter. 
Seit 1880 war Sebastian Buscher mit Maria Schmitt verheiratet, die dreizehn Kinder gebar, von denen elf am Leben blieben.